# Крунстад
Крунстад (афр. Kroonstad, „Крунски град”) је град у Јужноафричкој Републици, у држави Фри Стејт. Основан је 1855. године и има око 168.000 становника. Главна привредна грана у овом месту је пољопривреда, а становништво се највећим делом бави гајењем кукуруза и пшенице.